# Adeline Baud-Mugnier
Adeline Baud-Mugnier (Évian-les-Bains, 28 de septiembre de 1992) es una deportista francesa que compite en esquí alpino.
Ganó una medalla de oro en el Campeonato Mundial de Esquí Alpino de 2017, en la prueba de equipo mixto. 
Participó en dos Juegos Olímpicos de Invierno, en los años 2014 y 2018, ocupando el cuarto lugar en Pyeongchang 2018, en la prueba de equipo mixto.

## Palmarés internacional
| Campeonato Mundial | Campeonato Mundial   | Campeonato Mundial | Campeonato Mundial |
| Año                | Lugar                | Medalla            | Prueba             |
| ------------------ | -------------------- | ------------------ | ------------------ |
| 2017               | Sankt Moritz (Suiza) | Medalla de oro     | Equipo mixto       |